# Tuleň krabožravý

Zuby tuleně krabožravého

Tuleň krabožravý (Lobodon carcinophaga) je jediný druh monotypického rodu Lobodon. Tento savec žije hlavně ve vodách Jižního oceánu v okolí Antarktidy a vystupuje z ní na ledové kry nebo ledovce v období rozmnožování a línání srsti. Mimo Antarktidu bývají spatření u břehů jižní Austrálie, Tasmánie, Nového Zélandu, Jižní Ameriky, jižní Afriky a přilehlých ostrovů.

## Popis
V porovnání s ostatními tuleni mají poměrně dlouhou hlavu i čenich a štíhlé tělo, dorůstají délky 200 až 240 cm a váží 200 až 300 kg, samice bývají o poznání větší. Na zádech mají srst tmavě a po stranách světle hnědou, v ploutve přeměněné končetiny jsou nejtmavší části těla. V průběhu roku se barva srsti mění, v létě je světlejší. Starší zvířata jsou čím dál bledší a mohou se objevit i téměř bílá. Ze všech tuleňů se pohybují po ledu i rovné půdě nejrychleji, s pomoci předních ploutví se vlní vpřed podobně jako hadi, dosahují krátkodobě rychlost i 20 km/h, dokážou takto zdolat i dlouhé vzdáleností. Někteří tuleni krabožraví, kteří pravděpodobně zabloudilí, šli místo k moři i přes 110 km opačně od břehu směrem do nitra Antarktidy až do nadmořské výšky téměř 1000 m kde byli viděni ještě živí, určitě při takové cestě ale zahynou a zmrznou.
Jsou také vynikající plavci, byla jim ve vodě naměřena rychlost téměř 13 km/h a za den se přesunuli o 66 km. Při plavání vyskakují občas nad vodu, někdy úplně kolmo, kontrolují tak okolí. Čas od času jsou spatřeny plovoucí skupiny mladších zvířat která se potápějí a nadechují synchronně. Starší jedinci převážně plavou samostatně nebo v malých skupinkách.
Tuleni krabožraví se, vzdor svému druhovému jménu, z 90 % živí krilem, který tvoří převážně krunýřovka krillová (Euphausia superba). Mají k tomuto účelu i uzpůsobený chrup, na zubech jsou výrůstky které do sebe při sevření zubů zapadnou a filtrují nasátý plankton. Při lovu plavou s otevřenou tlamou a prostě nasávají kde co plave. Nezdržují se kousáním, rybky do 12 cm polykají celé, v zajetí je nasají i ze vzdálenosti 50 cm.
Potápějí se a loví potravu převážně k večeru a v noci, po období půstu se dokážou potápět i 16 hodin nepřetržitě. Většina ponorů je do hloubky 10 metrů a není delší 1 minuty. Hloubka potápění je však závislá na momentální poloze krilu, který bývá pod hladinou rozmístěn v závislosti hlavně na světle. Nejhlubší zaznamenaný ponor je do 430 m a nejdelší doba 11 minut.

## Rozmnožování
V září připlouvá březí samice na zvolené místo v kolonii na ledové kře. Těsně před vrhem nebo krátce po něm se k samici připojuje samec a vytvoří pro toto období pár. Narozený potomek, veliký 1,2 m a vážící asi 20 až 30 kg, je kojen velmi tučným mateřským mlékem a přirůstá na váze až 4,2 kg za den. Jeho prvotní srst je čokoládově hnědá a zhruba za tři až čtyři týdny ji vymění za srst dospělého zvířete. Agresivní samec pomáhá ochraňovat mládě, přestože s ním není pokrevně spřízněn, obdobně si brání i samici před ostatními samci.
Zhruba po třech týdnech se samici tvorba mléka zastaví a mládě je náhle odstaveno, to již váží okolo 100 kg, a je dále ponecháno svému osudu. Krátce nato se samice, jejíž hmotnost se snížila téměř na polovinu, dostává do říje a ještě na kře nebo s největší pravděpodobností až ve vodě se spáří se samcem, nato se odloučí. Žádné sociální vazby dále neexistují. Březost samice trvá zhruba 11 měsíců. Pohlavní dospělosti dosahují mezi třemi až čtyřmi léty, mláďata mohou rodit asi do 25 let věku.

## Ohrožení
Nejvíce jsou ohrožená mláďata vstupující poprvé do vody, kde na ně číhá nejen typický nepřítel dospělých zvířat kosatka dravá (Orcinus orca), ale i dravý tuleň leopardí (Hydrurga leptonyx), do dovršení jednoho roku pravděpodobně uhyne okolo 80 % mláďat. Tuleň krabožravý se při napadení převaluje, syčí a cení na nepřítele zuby.
Tito tuleni nejsou obvykle příliš loveni, jejich lov od Antarktidy až po 60. jižní rovnoběžku zakazuje mj. Smlouva o Antarktidě a také Úmluva o zachování antarktických tuleňů. Snížení populace za posledních 30 let nebylo pozorováno. Celkový počet zvířat se jen hrubě odhaduje na přibližnou hodnotu okolo 10 miliónů jedinců, je to nejpočetnější druh tuleňů a jeden z nehojnějších velkých savců na Zemi. Podle Červeného seznamu IUCN je tuleň krabožravý považován za málo dotčený druh.